# 華沙子午線

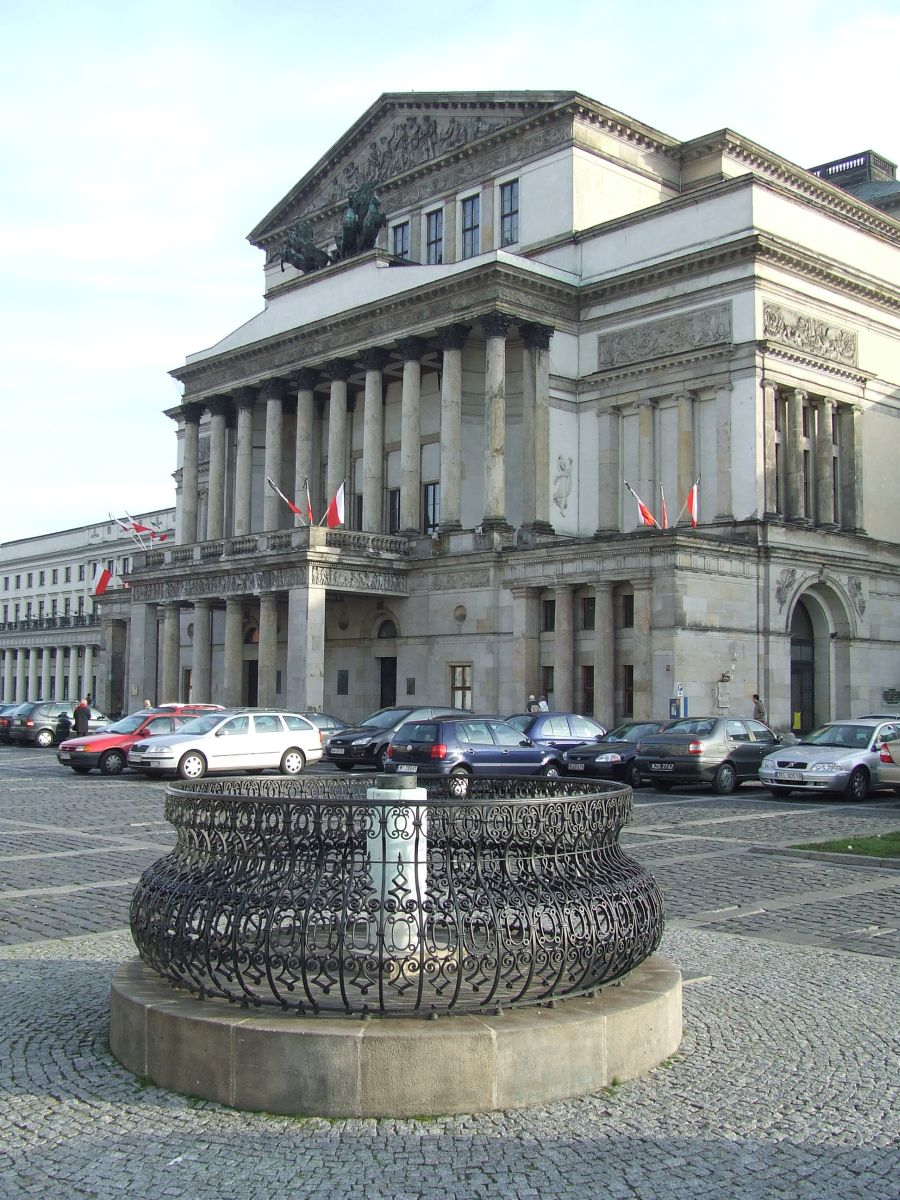
華沙子午線

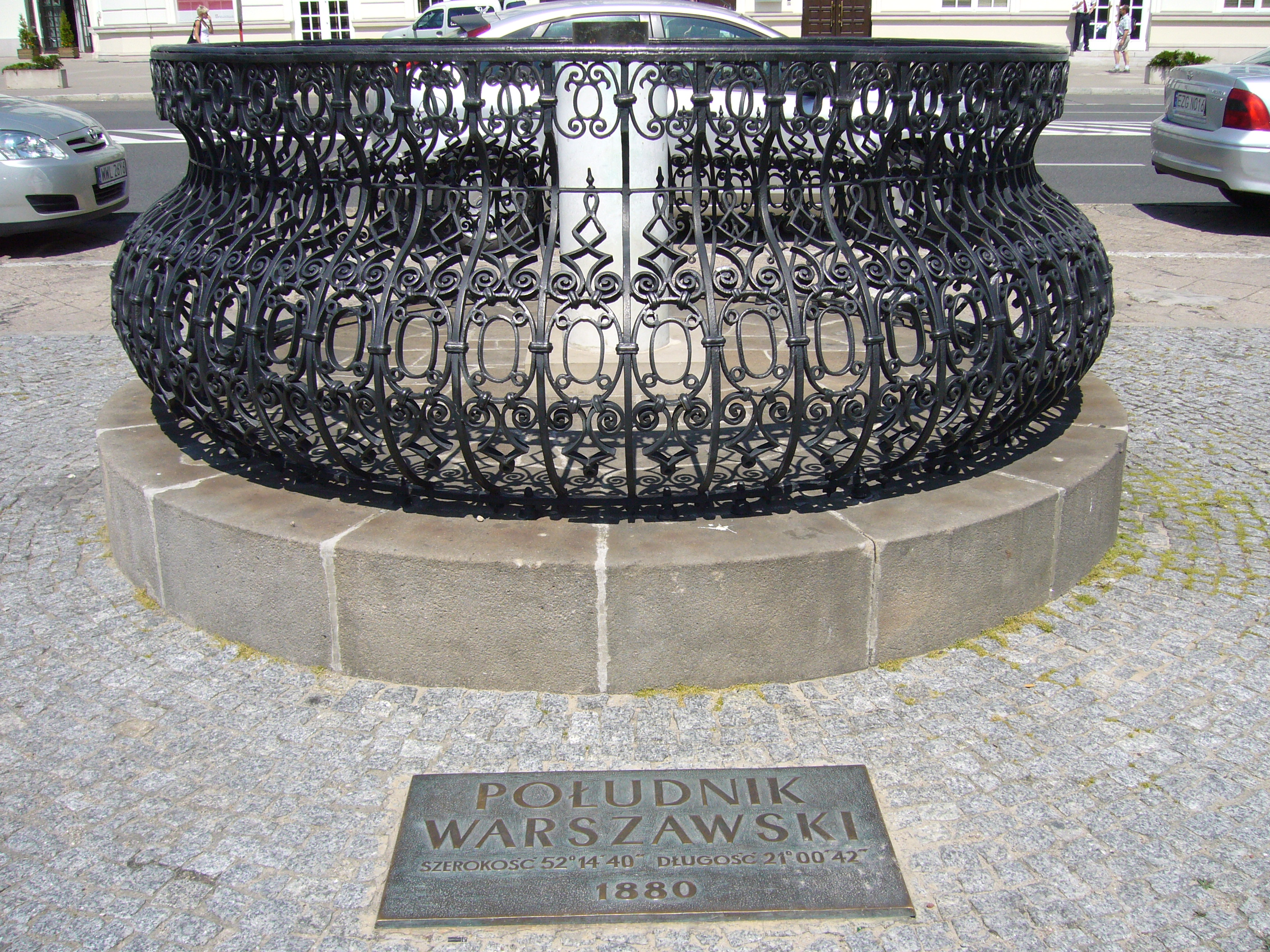
華沙子午線的說明牌

52°14′37.9″N 21°00′32.76″E / 52.243861°N 21.0091000°E
華沙子午線（波蘭語：południk warszawski）是一條經過華沙的經線。在經線上的地方平時稱為華沙平均時間，對應UTC偏移量為UTC+1:24。
1880年，一條標記子午線的細柱豎立在華沙劇院廣場，標示為位於（根據當時使用的座標系統）。